# Droits LGBT au Soudan du Sud
Les personnes lesbiennes, gays, bisexuelles et transgenres (LGBT) au Soudan du Sud sont confrontées à des défis juridiques que ne connaissent pas les résidents non LGBT. L'activité sexuelle entre hommes de même sexe est illégale et passible d'une peine pouvant aller jusqu'à dix ans d'emprisonnement, bienqu'elle ne soit pas appliquée. Les personnes LGBT sont régulièrement poursuivies par le gouvernement et sont en outre confrontées à la stigmatisation au sein de la population en général.

## Contexte
Le Soudan du Sud fait partie des 67 pays qui criminalisent l'homosexualité dans le monde. En 2014, un rapport d'Amensty International relevait un durcissement de l'arsenal juridique en vue de punir les relations homosexuelles.
Historiquement des pratiques homosexuelles ont été relevées dans l'histoire de la région avant la colonisation : les hommes Azande pouvaient se marier avec de jeunes garçons, pratique relevée par ailleurs par des anthropologues et missionnaires européens. L'anthropologue E.E. Evans-Pritchard en a fourni des descriptions,,. On trouvait chez les Nouba du Sud Soudan des relations bisexuelles dans le cadre de mariages polygames avec un homme prenant une femme et un mari «femme».
En 2018, Asan Juma, directrice exécutive de l'association Acess for All (AfA) est obligée de fuir du Soudan du Sud après été accusée de défendre les droits LGBT par les forces de sécurité sud-soudanaises. 6 membres de son organisation ont été mis en détention pendant trois mois. Les locaux de l'association ont été fermés le 6 décembre 2017 et les avoirs en banques gelés. La plupart des membres d'Afa ont fui vers l'Ouganda, l'Égypte et le Soudan par peur des représailles.
Le 24 janvier 2023, le pape François donne une interview  à Associated Press appelant à une décriminalisation de l'homosexualité, indiquant que les lois la criminalisant sont injustes. Michael Makuei Lueth, le ministre de l’information du Sud Soudan, où le pape est accueilli le 3 février 2023 en retour déclare publiquement : « Si lui, le Pape, vient ici nous dire que le mariage entre personnes de même sexe, l’homosexualité est légale, nous dirons non ».

## Lois sur les activités sexuelles
Le Soudan du Sud faisait autrefois partie du Soudan et était soumis à son interprétation de la charia, en vertu de laquelle l'activité homosexuelle était illégale, avec des peines allant de coups de fouet à la peine de mort. En 2008, le gouvernement autonome du Sud-Soudan a adopté son propre code pénal, qui interdit « les rapports charnels contre nature » et la sodomie dans la section 248 et prévoit une peine allant jusqu'à dix ans d'emprisonnement et une amende. La section 379 du code pénal criminalise également tout homme s'habillant comme une femme, prévoyant une peine pouvant aller jusqu'à trois mois d'emprisonnement et une amende. Dans les faits, des aménagements juridiques locaux permettent l'application de la peine de mort pour des relations homosexuelles, rendant difficile tout changements pourtant fortement recommandés par l'ONU.
Dans la loi sur les passeports et l'immigration de 2011, la section 15 prévoit le refus ou l'annulation de visa pour toute personne étrangère suspectée d'entrer sur le territoire pour se livrer à la prostitution, le trafic humain, ou à des activités homosexuelles ou lesbiennes.
En 2022 plusieurs pays (Italie, Islande et Uruguay)  recommandent la dépénalisation des rapports sexuels entre personnes adultes consentantes du même sexe dans le cadre du Rapport du Groupe de travail sur l’Examen périodique universel Conseil des droits de l’homme.

## Reconnaissance des couples de même sexe
Les couples de même sexe n'ont aucune reconnaissance légale. Le mariage homosexuel est constitutionnellement interdit, depuis que le pays a adopté sa Constitution en 2011.

## Opinion publique
En juillet 2010, Salva Kiir Mayardit, aujourd'hui président du Soudan du Sud, a déclaré à Radio Netherlands Worldwide que l'homosexualité n'était pas dans le « caractère» du peuple sud-soudanais. « Ce n'est même pas quelque chose dont tout le monde peut parler ici, au sud du Soudan en particulier. Il n'y en a pas et si quelqu'un veut l'importer ou l'exporter au Soudan, il n'obtiendra pas le soutien et il sera toujours condamné par tout le monde » a-t-il dit.
En 2006, Abraham Mayom Athiaan, un évêque du Soudan du Sud, a mené une scission de l'Église épiscopale du Soudan (en) (EPS) parce qu'il considère comme un échec de la direction de l'Église son inefficacité à condamner suffisamment fermement l'homosexualité. L'EPS s'est éloignée de l'Église épiscopale des États-Unis en critiquant sa tolérance envers l'homosexualité, pour travailler avec des groupes religieux américains plus conservateurs.
Le rapport 2011 sur les droits de l'homme du département d'État américain a révélé une discrimination sociétale «répandue» contre les homosexuels et les lesbiennes et a déclaré qu'il n'y avait aucune organisation LGBT connue.

## Culture
En 2012 Rainbow Sudan le premier magazine gay du Soudan est mis en ligne. Il publie majoritairement des actualités sur la situation LGBT au Soudan, mais on y trouve parfois des informations sur le Soudan du Sud.
Aweng Ade-Chuol est un mannequin sud soudanaise ouvertement  LGBT qui après son marriage avec Alexus le 12 décembre 2019 à New-York fait face à du harcèlement de sa communauté sud soudanaise, l'ayant conduite à une tentative de suicide. Elle passe trois jours en soins intensifs et reste hospitalisée six mois. En signe de solidarité, le couple est invité à faire la couverture de l'édition anglophone du magazine Elle en 2020.